# Sybra strandi
Sybra strandi là một loài bọ cánh cứng trong họ Cerambycidae.